# Corneliu Vasilescu
Corneliu Vasilescu (n. 23 octombrie 1934, Bârlad, Tutova, România – d. 26 februarie 2023) a fost un pictor și grafician român, reprezentant al expresionismului abstract.

## Date biografice
Pictorul Corneliu Vasilescu s-a născut într-o familie de intelectuali, mama Alexandra Vasilescu, profesoară de desen, iar tatăl, Nicolae Vasilescu, avocat. 
În 1960, înainte de a se înscrie la Institutul de Arte Plastice „Nicolae Grigorescu”, debutează expozițional, în cadrul expoziției interregionale a Uniunii Artiștilor Plastici, filiala Iași. Este remarcat ca un bun desenator și colorist și astfel, în 1968 devine membru al Uniunii Artiștilor Plastici. Între 1968 și 1974 urmează cursurile Institutul de Arte Plastice "Nicolae Grigorescu" București, secția pictură, clasa Profesorului Gheorghe Șaru.
În 1973, cu un an înaintea terminării Institutului de Arte Plastice "Nicolae Grigorescu" din București, participă, împreună cu pictorul Lucian Georgescu, la Experimentul de la Fabrica de rulmenți din Bârlad, executând 10 panouri în scopul ameliorării vizuale a unui spațiu de efort productiv.
În 1974, după terminarea studiilor universitare, participă la expoziții importante precum: „Autoportretul în pictura românească” organizată la Muzeul de Artă din Iași și „Portretul în arta contemporană românească” organizată la Muzeul de Artă Modernă și contemporană Galați.Între 1976-1979 a fost Muzeograf la Oficiul Național pentru Documentare și Expoziții Artă. 
Cu ocazia expoziției de la sala „Simeza”, din 1979, criticul de artă Dan Grigorescu, îl caracteriza: „Arta lui Corneliu Vasilescu e proiecția, în formă și culoare, a sensibilității unui pictor care caută, în lumea vizibilului, temeiurile organizării unei imagini coerente.”
Din 1983 este profesor invitat la Hochschule din Darmstadt.

## Expoziții personale - selecție
- 1966; Sala Victoria - Iași
- 1974; Expoziție în cadrul „Zilelor culturale ale Bârladului”, mai [5]
- 1979; Galeria Simeza, București
- 1984; Galeria Laboratorio 2 Udine
- 1984; Galeria Kabinet Sommerhausen
- 1986;  Galeria ArtExpo, etaj 3/4 Teatrul Național București
- 1987; Galeria Spitale Würtzburg
- 1993; Galeria Varig Frankfurt pe Main
- 1994;  Centrul Cultural Juan Rulfo, Palacio Legislativ Ciudad de Mexico
- 1998; Galeria de Artă Apollo, București
- 2000; Muzeul de Artă din Ploiești
- 2001;  Galeria Senso, București
- 2007; Galeria Calina, Iași
- 2008; Galeriile de Artã „N. N.Tonitza” din Bârlad
- 2012; Calpe Gallery, Timișoara
- 2012; Galeria UAP, Deva
- 2012; Sala Brâncuși, Parlamentul României

## Expoziții de grup - selecție
- 1977, 1980, 1981; Concursul Internațional de Artă Joan Miró, Barcelona
- 1982;  Bienala Internațională de Pictură din Alexandria, Egipt,
- 1997; Arta Românească Contemporană - Beirut
- 2002; Festivalul Montmartre in Europa - Paris
- 2001; Pictori români și ruși - Tours - Galeria La Passserelle, Franța
- 2001; Festivalul  Montmartre în Europa, Paris 2002
- 2012; Muzeul Național al Hărților și Cărții Vechi - Paris versus Bucarest
- 2012; Muzeul V. Parvan Bârlad - Paris versus Bucarest
- 2012; Cité des Arts, Paris

## Premii și distincții[6]
- Premiul de Excelență pentru Întreaga Activitate, U.A.P. - 2011
- Ordinul Meritul Cultural in grad de Ofiter - 2004
- Premiul pentru Pictura “Lascar Vorel", Piatra Neamț, U.A.P. - 2003
- Premiul pentru Tehnica Acuarelei, Tulcea, U.A.P. - 2001
- Premiul Uniunii Artiștilor Plastici din Republica Moldova - 2000
- Premiul pentru pictura “N. Tonitza" al Uniunii Artiștilor Plastici – 1999
- Premiul pentru Pictura al Uniunii Artiștilor Plastici la Expoziția Bienala de la București 1977

## Aprecieri critice
- Artistul se înscrie în prelungirea prestigioasei tradiții a coloriștilor români. Cu o experiență de viață romanescă, abordând creația de pe bazele unei bogate culturi artistice și filosofice, pictorul îmbină un temperament tumultuos, avid de spațiu și de mișcare, cu un spirit riguros ce domină autoritar elementele limbajului .[7] Constantin Prut

- Strădania principală a artistului este nu aceea de a găsi echivalența sensibilă a unei forme de gândire, ci de a se constitui fără intermediar ca realitate culturală...

... Demersul este neîndoielnic liric, dar el nu face parte din acea zonă a lirismului reticent și delicat ce se închide asupră-și ci exprimă mai curând unul dintre acele suflete romantice pentru care, cum spune Novalis, „ nimic nu e mai accesibil decât infinitul...”
(...)Departe de a exprima sciziunea tragică cu lumea sau cu sine, departe de orice fel de tragism, pictura lui Corneliu Vasilescu e plină de o vitalitate pozitivă...  Alexandra Titu
- Foarte hrănita viziune tragică a lui Corneliu Vasilescu din „Auschwitz” denotă o inteligentă putere de reducere a imaginii la elementele ei cele mai rezumtiv-sugestive: sârmele și semnalizarea electrică, cloazonează un cer inclement pentru deținuții ghiciți undeva, dincolo, în angoasele morții și chinurilor morale și fizice. Crearea unei atmosfere, iată de urmărește pictorul (...)Esteticul învecinează aici niște străfunduri etice, eliminând retorica, ostentația și verbalismul.[9]Ion Frunzetti

## Viziune artistică
Valorific aportul picturii abstracte prin elaborarea semnului de narativitate și mimetism, renunțând deliberat la abilitățile figurative care pot contribui la o personalizare a stilului, dar raportându-l, ca un fapt secund, la realitatea exterioară. De aceea, consider semnul abstract cel mai autoritar, cel mai definitor al stilului...[2] Corneliu Vasilescu